# Šalgočka
Šalgočka je obec v okrese Galanta na Slovensku. Žije v ní 465 obyvatel. První písemná zmínka o vesnici pochází z roku 1248. V obci stojí římskokatolický kostel svaté Terezie Veliké z roku 1720 a barokně-klasicistní kurie ze 17. století. Ve správním území obce leží chráněný areál Šalgočiansky park.